# Kippah

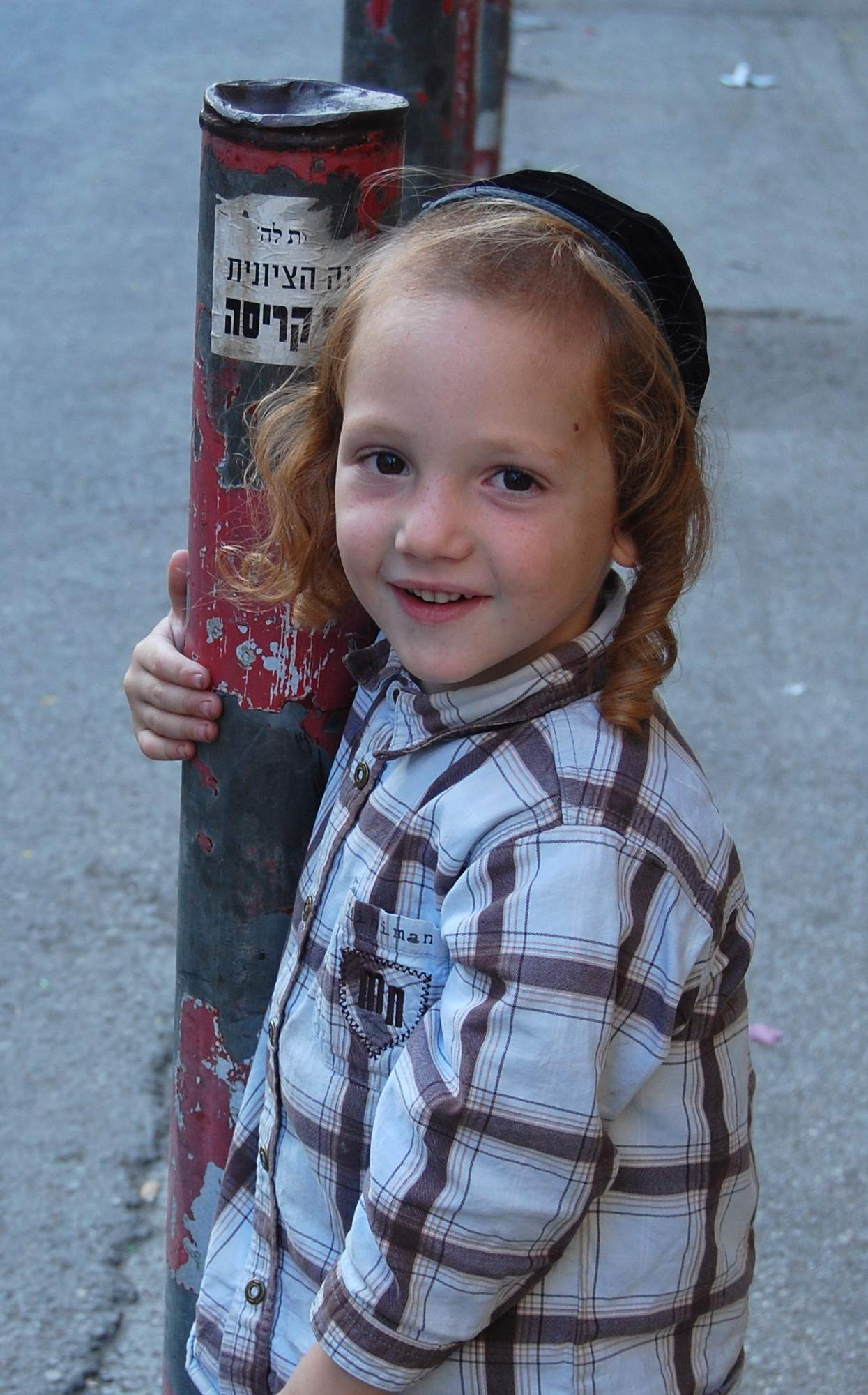
Trẻ em người Do Thái đội kippah

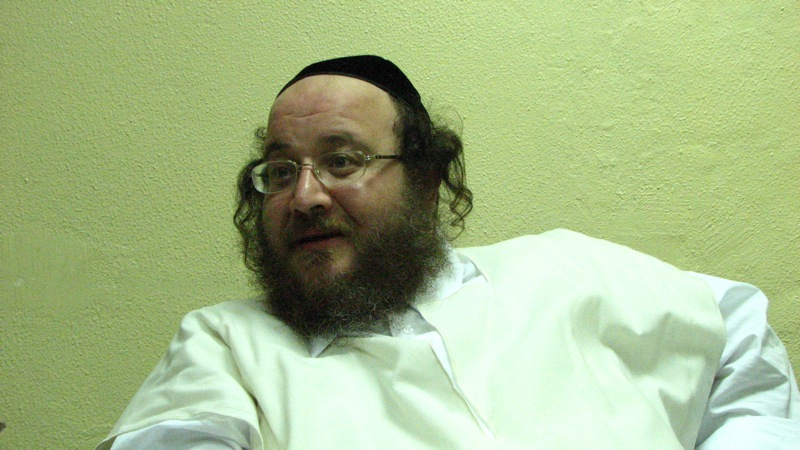
Người Do Thái truyền thống đội kippah màu đen được làm bằng chất liệu vải nhung hoặc vải lụa

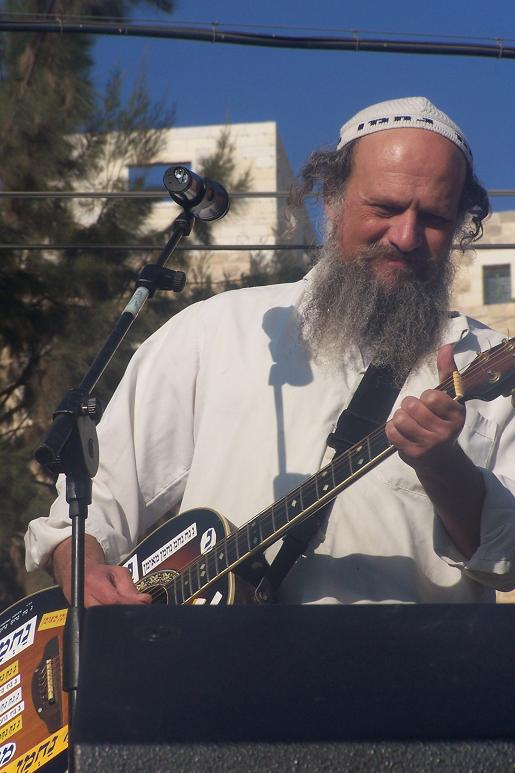
Người Do Thái Na Nách Giáo đội kippah

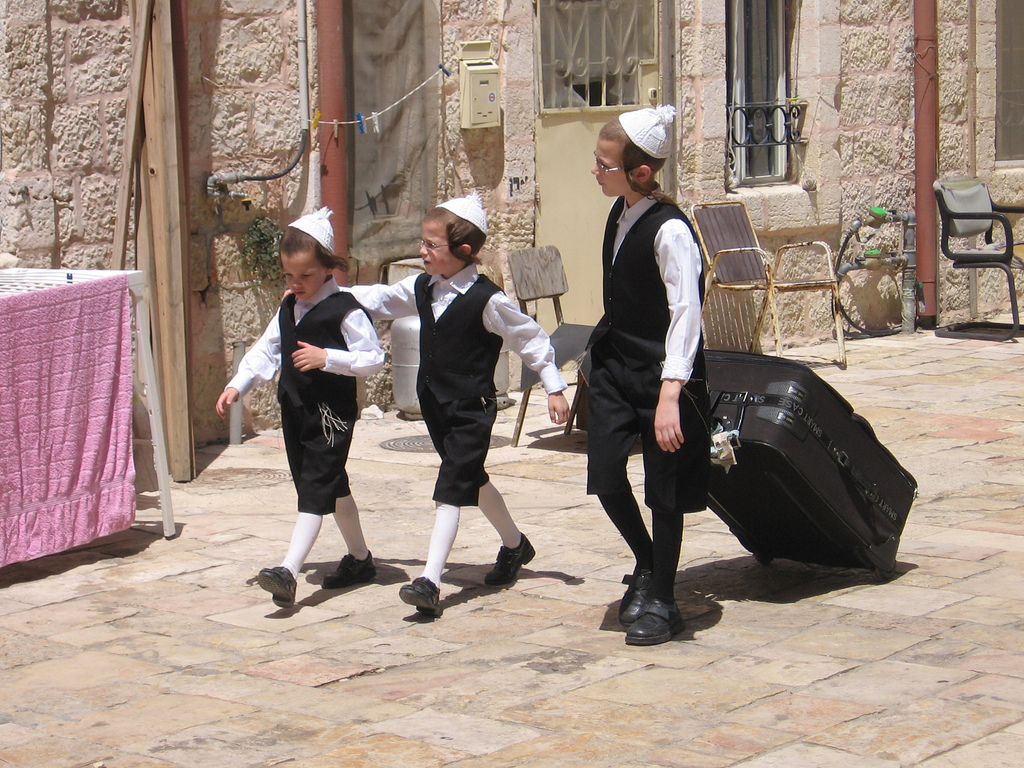
Trẻ em dân Do Thái Breslov đội kippah màu trắng chuẩn bị cho ngày Sa bát tại Mea Shearim ở thánh địa Jerusalem

Kippah, hay Mũ Tôn kính Thiên Chúa, tiếng Anh: Kippah, kippa, kipa, kipot, kippot; tiếng Hebrew: כִּפָּה hoặc כִּיפָּה; số nhiều: kippot כִּפוֹת hoặc כִּיפּוֹת), đến từ Tiếng Aramaic "Sợ Vị Vua" (Vua ở đây có nghìa là Đức Chúa Trời)), kapele (tiếng Yid: קאפעלע), hay còn được gọi là yarmulke hoặc yarmulka. Kippah có hình dạng giống như một cái Đĩa, hình tròn và dẹp. Kippah cũng có hình dáng tương tự Mũ Zucchetto. Kippah được đội bởi người Do Thái để hoàn thành nghĩa vụ luật pháp tôn giáo đạo Do Thái Giáo. Đàn ông người Do Thái thường đội kippah trong giờ đọc kinh cầu nguyện.

## Ý nghĩa trong Kinh Thánh
Kính thánh Tanakh ngụ ý rằng che đầu là dấu hiệu của sự tang tóc:
2 Samuel 15
- 30 Còn David thì đi lên Núi Ôliu. Ông vừa đi lên núi vừa khóc. Ông che đầu ông lại và đi chân không. Tất cả những người đi theo ông cũng che đầu họ lại và vừa đi lên núi vừa khóc.

Jeremiah 14
- 3 - 4 Những nhà quyền quý sai các đầy tớ ra đi kiếm nước, Họ ra giếng tìm nhưng chẳng có giọt nước nào, Họ trở về với những vò khô trống rỗng, Họ xấu hổ và thẹn thùng, nên che kín đầu họ lại, Bởi vì đất đã khô khan nứt nẻ. Do chẳng có mưa trong xứ lâu ngày, Các nông dân hổ thẹn buồn rầu, Họ che kín đầu giấu thẹn.

Esther 6
- 12 Và Mordecai trở lại cổng hoàng cung, còn Haman thì vội vàng đi về nhà ông, lòng đầy sầu thảm và đầu che kín lại.

Che đầu trong Kinh Thánh Tanakh là một biểu hiện của niềm vui và ơn cứu độ trong Isaiah 61:3,10
Isaiah 61:3,10
- Và ban cho những ai đang sầu khổ ở Zion: Mão hoa thay cho tro bụi, Dầu vui mừng thay cho tiếng khóc than, Áo ngợi ca thay cho tâm hồn sầu thảm. Người ta sẽ gọi họ là những cây sồi công chính, Được CHÚA trồng để bày tỏ vinh hiển của Ngài.

Kinh Thánh Talmud có ghi chép rằng, "Che đầu để mà sợ trời có thể trên bạn."
Thầy đạo Hunah Ben Joshua không bao giờ đi bộ bốn thước (2 mét) với cái đầu không được che phủ. Ngài giải thích: "Bởi vì sự hiện diện của Thiên Chúa là luôn luôn trên đầu của tôi."

## Giải thích
Người Do Thái đội kippah để nhắc nhở bản thân rằng có một đấng đang ở trên cao luôn luôn quan sát những hành động của họ. Dựa theo một số ý kiến, việc đội kippah trở thành một hình phức phân biệt giữa người Do Thái và dân ngoại (người ngoại đạo). Việc không đội mũ che đầu vi phạm luật cấm của đạo Do Thái Giáo được ghi chép trong Kinh Thánh,
Lê-vi 18:3 
- 3 Trước đây các ngươi sống ở Ai Cập nhưng các ngươi không được phép làm như dân cư ở đó. Các ngươi cũng sẽ không được phép làm những điều giống như dân cư xứ Canaan mà ta sẽ dẫn ngươi đến. Chớ nên theo các luật lệ của họ.[4]

## Chất liệu sản xuất
kippah được làm bằng Vải, có loại làm bằng lưới, cũng có loại được đan Len, và có loại được làm bằng da thuộc.
Trong cộng đồng người Do Thái truyền thống, kippah được làm bằng vải nhung đen hay vải lụa đen.
Để tránh cho kippah bị rớt, người Do Thái thường đội Mũ loại to rộng, hoặc sử dùng đồ Kẹp tóc hay đồ cặp tóc tiếng Anh: Barrette, hair clip, hair-slide, clasp kẹp kippah với tóc để cho Mũ không bị rớt đặc biệt là lúc chơi thể thao, chạy nhảy, nhảy múa, và đùa giỡn.
Người Do Thái theo đạo Na Nách Giáo thì đội kippah màu trắng có ghi dòng chữ "נ נח נחמ נחמן מאומן" (Tiếng Anh: Na Nach Nachma Nachman Meuman, phiên âm Tiếng Việt: Na Nách Nách Ma Nạch Man Mê Ú Màn).